# Études-Tableaux
Les Études-Tableaux forment un cycle de 17 morceaux pour piano seul composés par Sergueï Rachmaninov regroupés en deux opus. Ces pièces font appel à une technique innovante extrêmement difficile mais aussi à une intense musicalité. Avant de composer ces pièces, Rachmaninov avait d'abord pensé à les nommer Préludes-Tableaux, ce qui explique en partie pourquoi le premier cahier op. 33 ressemble plus aux préludes op. 32 qu'au second cahier d'études-tableaux. Ce second cahier op. 39 marque d'ailleurs l'apogée de la musique de Rachmaninov. Les pièces sont de véritables tableaux pouvant évoquer des scènes (une fête foraine), des histoires (le conte du petit chaperon)... Contrairement à Debussy qui donnait un titre à ses études et ses préludes, Rachmaninov n'a jamais été précis sur ce qui a inspiré chaque pièce, et a préféré laisser ses auditeurs et interprètes laisser libre cours à leur imagination, ce qui oblige en quelque sorte de « peindre soi-même ce que chaque pièce nous suggère le plus ». Ces études, contrairement à celles d'autres compositeurs (comme Chopin), ne portent pas sur une difficulté spécifique, mais impliquent chacune différents obstacles pianistiques.

## Introduction

### Notion d'Étude-Tableau
Les études-tableaux sont des tableaux musicaux pouvant narrer une histoire (le conte du Petit Chaperon Rouge), décrire une scène (une marche funèbre), ou encore une atmosphère (une tempête de neige). La notion d'études-tableaux peut donc s'interpréter de la manière suivante : ces pièces de même format (environ deux à six minutes) sont des études de tableaux.
Remarque : le concept d'Étude-Tableau est unique : Rachmaninov l'a créé pour ces pièces mais il n'a pas été réutilisé par d'autres compositeurs.

### Numérotation des études-tableaux de l'op. 33
Juste avant de publier l'op. 33, Rachmaninov retira 3 études-tableaux : la 3e, la 4e et la 5e. La 4e fut publiée plus tard dans l'op. 39 (no 6), tandis que la 3e (do mineur) et la 5e (ré mineur) furent publiées seulement après sa mort, en 1948 ; il y a trois notations pour numéroter les études-tableaux de l'op. 33 :
- La première notation : en laissant les choses telles quelles, c'est-à-dire sans modifier les numéros depuis la mort de Rachmaninov, les études-tableaux en do mineur et ré mineur sont publiées à titre posthume (op.  posthume).
- La deuxième notation : en réintégrant les études en do mineur et ré mineur à l'op. 33, elles reprennent leur numéro d'origine (respectivement n° 3 et n° 5).
- La troisième notation : on réintègre là aussi les études en do mineur et ré mineur à l'op. 33, mais celle en ré mineur prend la place de 4e, celle en mi bémol mineur la place de 5e, et ainsi de suite. Il s'agit de la notation utilisée dans cet article.

## Études-Tableauxop.33
Rachmaninov composa neuf études en août et septembre 1911 qu'il réunit dans un recueil qu'il intitula "Études-Tableaux op.33". Toutefois juste avant la publication, il sortit du recueil trois œuvres qui étaient alors numérotées n°3 en ut mineur, n°4 en la mineur et n°5 en ré mineur. Rachmaninov conçut ainsi "Études-Tableaux op.33" comme un recueil de 6 morceaux. Par la suite l'étude en la mineur a été intégrée au second recueil d'Études-Tableaux, l'op.39, dont elle est l'étude n°6. Les deux autres études n'ont jamais été réintégrées par le compositeur dans l'op.33, ni rajoutées dans l'op.39. Cependant une édition en 1950 réintègre à titre posthume au sein du recueil Études-Tableaux op.33 les études en Ut mineur (originellement op.33 n°3) et Ré mineur (originellement op.33 n°5) aux places de n°3 et n°4, repoussant les quatre dernières études au rang n°5, n°6, n°7 et n°8. Les différentes pratiques éditoriales des 9 études composées en 1911 ont ainsi entrainé aujourd'hui une discordance d'appellation de celles-ci, par là-même une discordance de contenu des "Études-Tableaux op.33" à partir du n°3, et ainsi dans le discours musical une incertitude de l’œuvre réellement désignée par référence à l'op.33 à partir du n°3 ; cette dernière incertitude est alors palliée par la précision de la tonalité. Les dernières éditions, font prévaloir les Études-Tableaux op.33 avec le contenu tel que voulu par le compositeur, et en cours à sa mort. C'est la numérotation et l'intitulé conformes à cette volonté qui est retenue ici.

### Op. 33no1 en Fa mineur «Allegro non troppo»
Cette étude marquée molto marcato a un caractère martial dû aux basses et aux accords de la main gauche joués staccato. Une mélodie simple et courte se dégage jouée par la main droite dans le même style militaire. On observera cependant de nombreux changements de mesure au cours du morceau (passant ainsi de 4/4 à 5/4, puis 2/4, puis 3/2…). Rachmaninov adulant particulièrement la musique de Chopin, on observe souvent des parallèles entre les musiques des deux compositeurs. Ainsi, cette étude rappelle beaucoup l’Étude op. 25 no 4 en la mineur du compositeur polonais.

### Op. 33no2 en Ut majeur «Allegro»
Cette étude est caractérisée par un grand lyrisme et une mélodie très expressive. On notera la ressemblance au Prélude op. 32 No. 12  du même compositeur à cause de l'alternance « quatre-doubles / croche » à la main gauche.

### Op. 33 n°3 en Mi bémol mineur «Non allegro / Presto» (habituellement éditée et nommée Op. 33 n° 5, et parfois 6)
Cette étude est à classer parmi les plus difficiles de l'opus. Après deux mesures de lentes tierces (non allegro), la main droite s'agite dans un presto et ne cesse de courir sur toute l'étendue du clavier avec de nombreux sauts d'octaves et de gammes chromatiques. On notera la ressemblance avec le Prélude op. 28 No. 16 de Frédéric Chopin. En Russie, elle est surnommée La Tempête de Neige. Par ailleurs, l'atmosphère de la pièce ressemble à celle de l'Étude op. 25 No. 6 de Chopin, à l'époque surnommée La Sibérienne.

### Op. 33 n°4 en Mi bémol Majeur «Allegro con fuoco» (habituellement éditée et nommée Op. 33 n° 6, et parfois 7)
Cette étude rappelle une fête foraine possède avant tout un aspect militaire et entraînant. En effet, une mélodie très rythmée est exposée dès le début du morceau ; un simple motif composées de tierces tenues et de valeurs brèves, le tout fortissimo et molto marcato. Ce motif sera répété tout au long du morceau de manière plus ou moins évidente. L'étude se conclut en une coda particulièrement brillante et virtuose.

### Op. 33 n°5 en Sol mineur «Moderato» (habituellement éditée et nommée Op. 33 n° 7, et parfois 8)
D'une grande simplicité et à la fois d'une richesse harmonique surprenante, cette étude fait figure de grande rêverie car elle est en effet encadrée entre deux études particulièrement vigoureuses et virtuoses. Elle s'ouvre sur de simples arpèges de sol mineur et présente un thème très dépouillé mais à la fois très chantant où les mains s'entrecroisent et se partagent le chant et les arpèges. Néanmoins, un passage virtuose faisant office de cadence marqué fortissimo vient « brouiller » l'équilibre installé lors du morceau. Le chant reprend peu après mais est de nouveau perturbé par une grande gamme mélodique ascendante de sol mineur aux deux mains sur trois octaves. Deux accords de sol mineur ponctuent alors l'étude, ce qui marque un parallèle avec le finale de la Première ballade en sol mineur de Chopin assez flagrant.

### Op. 33 n°6 en Ut dièse mineur «Grave» (habituellement éditée et nommée Op. 33 n° 8, et parfois 9)
Cette étude est sans doute la plus dramatique du cycle. En effet, elle joue sur de violents contrastes harmoniques (alternance rapide entre mineur et majeur), rythmiques avec de brèves phrases et elle présente une mélodie très ambiguë. Une introduction avec des accords magistraux introduit le thème joué à la main droite avec d'énormes arpèges (écarts de dixième notamment) à la main gauche. S'ensuit un long développement où la notion de tonalité dans le morceau ne fait que se brouiller. Un retour à la tonalité initiale et de très lourds accords concluent cette étude et ainsi le premier cycle des Études-tableaux.

### étude posthume en Ut mineur «Grave / Meno mosso» (habituellement éditée et nommée Op. 33no3)
Après une longue introduction en Do mineur composée d'accords, une modulation en Do majeur nous amène au thème molto tranquillo avec de superbes harmonies à la main gauche. Rachmaninov la réutilisa dans le Largo de son Quatrième concerto.

### étude posthume en Ré mineur «Moderato» (habituellement éditée et nommée op. 33 n°4, et parfois n°5)
Une courte introduction composée d'une alternance entre la tonique et la dominante de ré mineur fait place au thème marqué et staccato. De grandes montées chromatiques en polyphonie à la main droite appellent au point culminant fortissimo du morceau, après quoi l'atmosphère se détend et les deux mains meurent dans les aigus avec la même alternance tonique/dominante que l'introduction. On notera l'étrange similitude avec le Prélude op. 23 No. 3 du même compositeur, tant par sa tonalité que par son caractère.

## Neuf Études-Tableauxop.39
Le recueil op. 39, fut composé de 1916 à 1917. Contrairement aux idées reçues, Rachmaninov s'intéressait à la musique de son époque ; influencé par Scriabine et Prokofiev, ce second opus marque une rupture dans le style de composition de Rachmaninov. En effet, celui-ci est profondément affecté par les morts de Scriabine, de son professeur Sergueï Taneïev et de son père l'année suivante. De plus, 1917 est une grande année de troubles en Russie, ce qui amènera d'ailleurs le compositeur à fuir son pays natal et à se réfugier aux États-Unis. Ainsi, ce second cahier d'Études-Tableaux est nettement plus sombre et plus tragique. L'univers magique et idyllique du premier est ainsi délaissé et fait place à un climat profondément dramatique. Ce second recueil d'Études-Tableaux fut créé le 21 février 1917 par le compositeur lui-même. La publication en fut faite le 9 octobre 1920 par les Editions de Musique Russe.

### Op. 39no1 en Ut mineur «Allegro agitato»

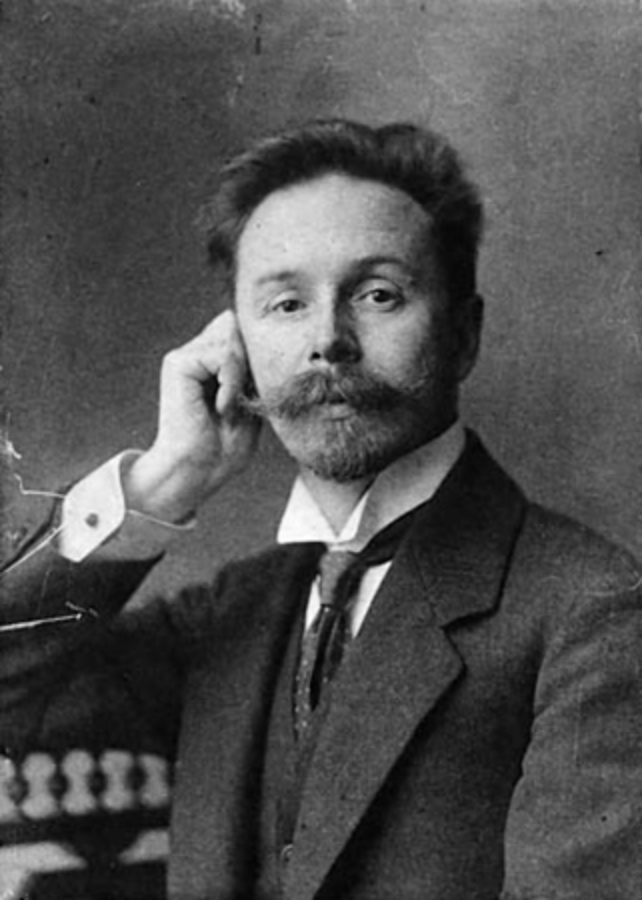
Scriabine était l'ami et le rival de Rachmaninov : la 7e étude-tableau fut inspirée par ses funérailles tandis que la 5e s'inspire du style du compositeur défunt.

Étude très redoutable par sa virtuosité technique. La main droite effectue en effet tout au long du morceau de très grands arpèges sur une vaste étendue. La tonalité de Do mineur reste très ambiguë et ne se dévoile que pleinement lors des dernières mesures après un climax ff.

### Op. 39no2 en La mineur «Lento assai»
Intitulée La Mer et les Mouettes par son orchestrateur (idée suggérée par Mme Rachmaninov), le motif du Dies iræ joué par la main gauche sillonne toute l'œuvre, ce qui rend le thème de la mort omniprésent. De par l'ambiance et la tonalité, cette étude-tableau fait penser à l'Île des Morts du même compositeur.

### Op. 39no3 en Fa dièse mineur «Allegro molto»
Une des plus belles, avec son ouverture mystique, ses chutes d'eau, ses éclats de glace et son coup de frein dans les dernières mesures.

### Op. 39no4 en Si mineur «Allegro assai»

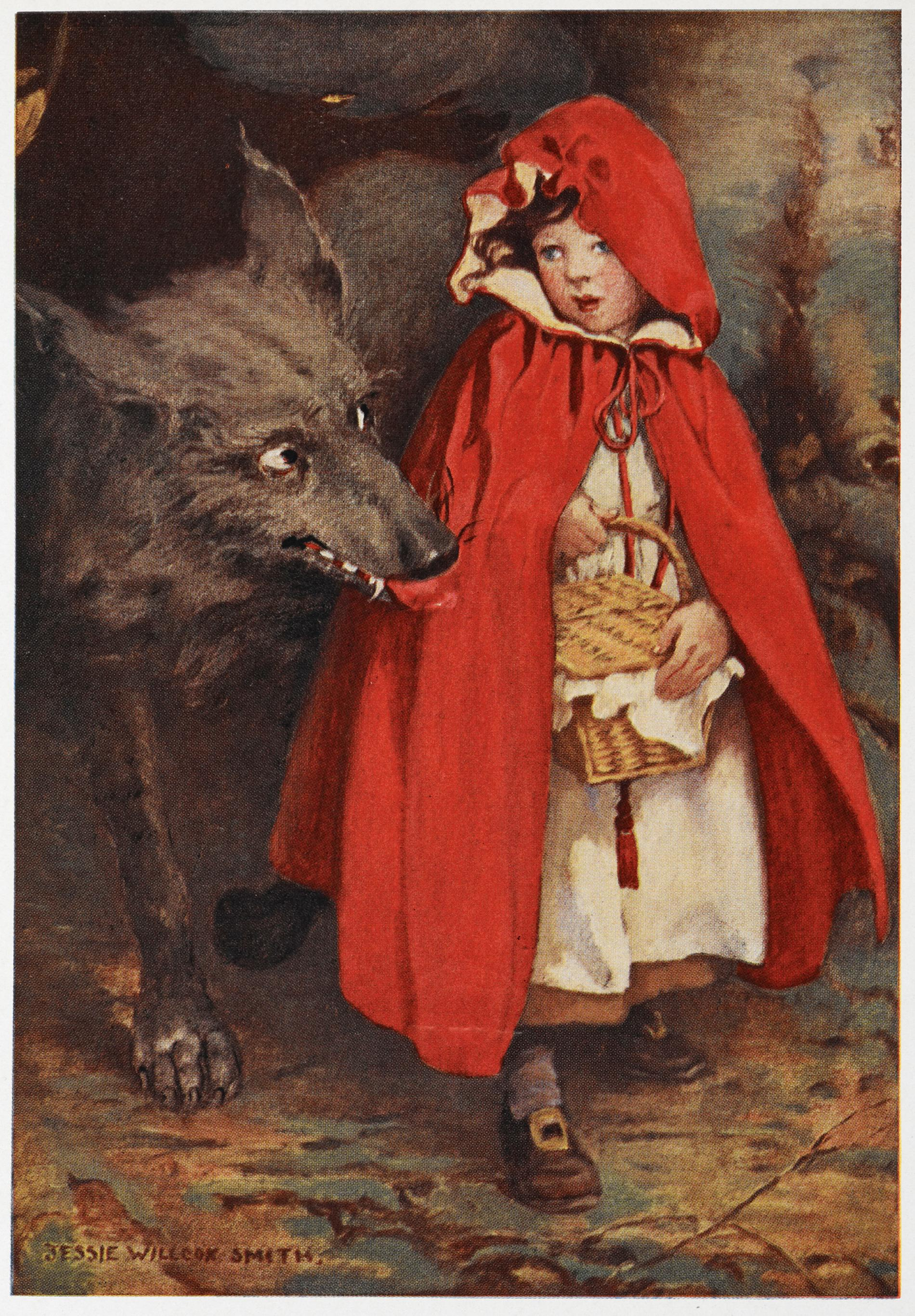
Le Petit Chaperon par Jessie Willcox Smith, (1911)

Une étude souriante, entraînante. Dans sa biographie par Bruno Monsaingeon, le pianiste russe Sviatoslav Richter raconte qu'une vieille dame, après avoir écouté ce morceau, dit : « J'imagine les aristocrates quittant la France avant la grande révolution, et leur état d'esprit ».

### Op. 39no5 en Mi bémol mineur «Appassionato»
Une étude de concert à la Scriabine. On notera sa ressemblance avec l'étude op 8 No 12 de Scriabine, écrite dans la tonalité homophone de Mi bémol mineur, et avec le prélude op. 28 No. 24 en Ré mineur.

### Op. 39no6 en La mineur «Allegro» (parfois éditée et nommée op.33 n°4)
Inspirée par le conte du petit chaperon rouge, cette œuvre narre la course-poursuite entre le loup et le petit chaperon rouge. Elle fait intervenir plusieurs motifs : le premier est une gamme chromatique dans le grave qui revient tout au long de l'œuvre. Le deuxième est une danse lugubre, avec une main gauche extrêmement acrobatique. La pièce se conclut par les gammes chromatiques pp.

### Op. 39no7 en Ut mineur «Lento Lugubre»
Cette étude-tableau aurait été inspirée par les funérailles de Scriabine, auxquelles Rachmaninov assista.
Lors de son orchestration par Ottorino Respighi, Rachmaninov lui livra quelques détails : il s'agit d'un cortège funèbre (mes. 1-23), accompagné de chants (mes. 24-32) ; il se met à pleuvoir (mes. 39-69), puis on entend une église (mes. 70-102). L'idée de la mort domine donc cette œuvre.
Le pianiste Alexander Melnikov dit de cette étude-tableau qu'elle n'a « aucun équivalent dans toute l'histoire de la musique, antérieure ou postérieure ».

### Op. 39no8 en Ré mineur «Allegro moderato»
Ce morceau est une étude lyrique. Elle demande un jeu de pédale précis, un doigté flexible et indépendant et une certaine agilité ; elle offre une très longue ligne mélodique définie en legato qui contraste avec la section staccato du milieu.

### Op. 39no9 en Ré majeur «Allegro moderato. Tempo di marcia»
Une marche triomphante, seul morceau en mode majeur du second cahier.

## Versions ultérieures

### Orchestration
Rachmaninov n'aimait pas dévoiler ce qui l'inspirait pour ses compositions pour laisser place à l'imagination. En témoigne cette interview de 1919 :
« Ceci m’est personnel et ne concerne pas le public. Je ne crois pas qu’il faille qu’un artiste révèle trop ses images. Laissez le public imaginer ce que cela lui suggère. »
Le compositeur Ottorino Respighi fit un arrangement pour orchestre de cinq des études-tableaux, ce qui obligea Rachmaninov à lui dévoiler ce qui l'inspira lors de leur composition :
1. La Mer et Les Mouettes (Op. 39 No. 2)
2. La Foire (Op. 39 No. 4)
3. Marche Funèbre (Op. 39 No. 7)
4. Le Petit Chaperon Rouge (Op. 39 No. 6)
5. Marche (Op. 39 No. 9)

## Discographie
Tout d'abord, Rachmaninov lui-même enregistra quelques Études-Tableaux :
sur rouleaux, les études-tableaux (op. 39 no 4) en si mineur (février 1929) et (op. 39 no 6) en la mineur (juillet 1922).
Sur phonographe, les études-tableaux (op. 33 no 2 et 6) respectivement en do majeur et mi bémol majeur, ainsi que celle en la mineur (op. 39 no 6) en la mineur.
On notera que les enregistrements au phonographe des études op. 33 no 2 et 6 ont été complètement remasterisés en 2009 par Zenph.
- Le pianiste russe Sviatoslav Richter a également enregistré une sélection d'études-tableaux : les no 4, 5 et 8 de l'op. 33 et les no 1, 2, 3, 4, 7 et 9 de l'op. 39.
- Un autre pianiste, Alexander Melnikov, a enregistré l'op. 39 du recueil chez Harmonia Mundi[9].

Le pianiste russe Vladimir Ashkenazy, qui est en passe de finir l'enregistrement de l'intégrale des œuvres pour piano de Rachmaninov, a enregistré les deux cahiers d'études-tableaux (Decca).

### Partitions
- « Études-Tableaux op. 33 » (partition libre de droits), sur l'IMSLP.
- « Études-Tableaux op. 39 » (partition libre de droits), sur l'IMSLP.

### Autres
- Rachmaninov.fr

- Ressources relatives à la musique (pour Études-Tableaux) :   - International Music Score Library Project
  - AllMusic
  - Carnegie Hall
- Notices d'autorité (pour Études-Tableaux) :   - VIAF
  - BnF (données)
  - GND
  - Israël

- Ressources relatives à la musique (pour Études-Tableaux, op. 39) :   - International Music Score Library Project
  - AllMusic
  - Carnegie Hall
  - Muziekweb
- Notices d'autorité (pour Études-Tableaux, op. 39) :   - VIAF
  - BnF (données)
  - GND
  - Israël